# Рондо Дашинськєґо (станція метро)
52°13′48.5″ пн. ш. 20°59′00″ сх. д. / 52.230139° пн. ш. 20.98333° сх. д.
Рондо Дашинськєґо (пол. C9 Rondo Daszyńskiego) — станція Другої лінії Варшавського метро. Відкрита 8 березня 2015. Розташована в районі Воля, на захід від розв'язки ronda Daszyńskiego, під вулицею ul. Prostej.
Колонна двопрогінна станція мілкого закладення (глибина закладення — 15 м), з острівною платформою 11 м завширшки і 120 м завдовжки. В кожному торці платформи є двострічкові ескалатори і стаціонарні сходи та ліфт. Оздоблення різнокольорове: підлога та колони — сірі, лави, стеля та колійні стіни — червоні. На станції заставлено тактильне покриття. 
Спроєктована польським архітектором Анджеєм М. Холджинським і побудована компанією Metroprojekt. Розписи колійної стіни були створені Войцехом Фангором, художником польської школи плакату.

## Галерея

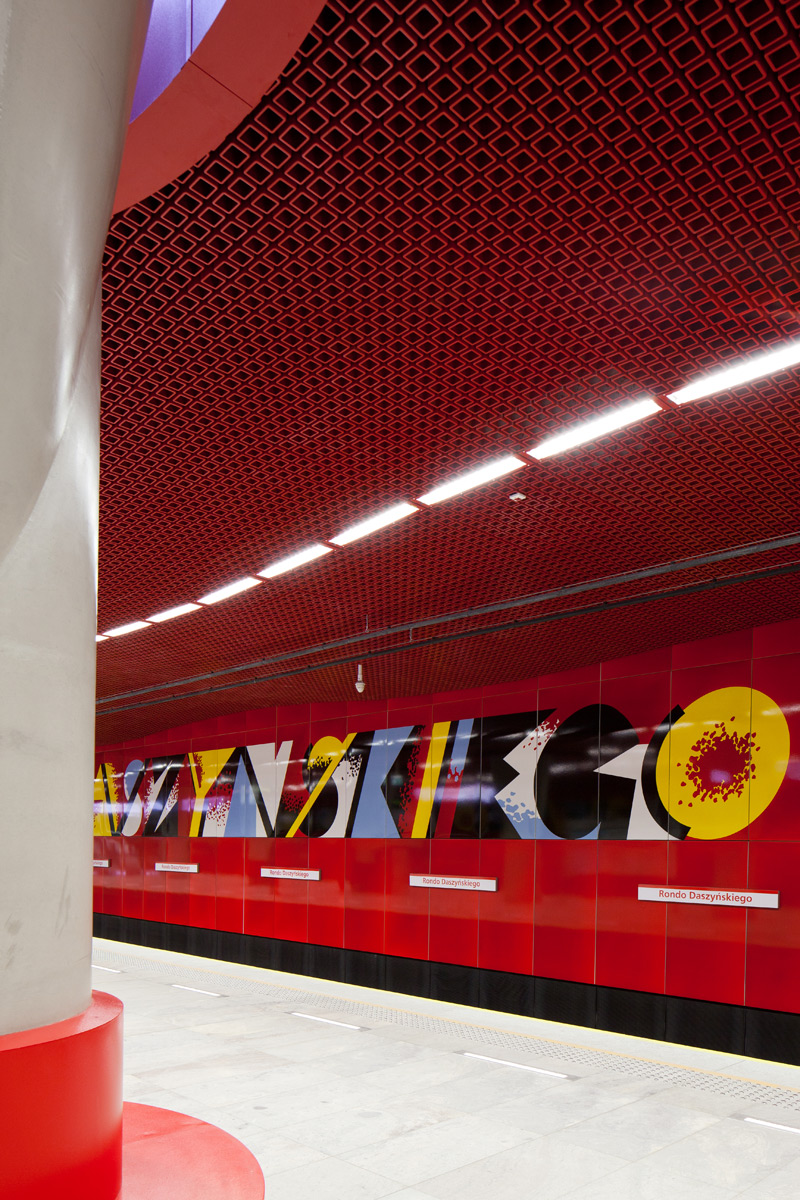
Платформа
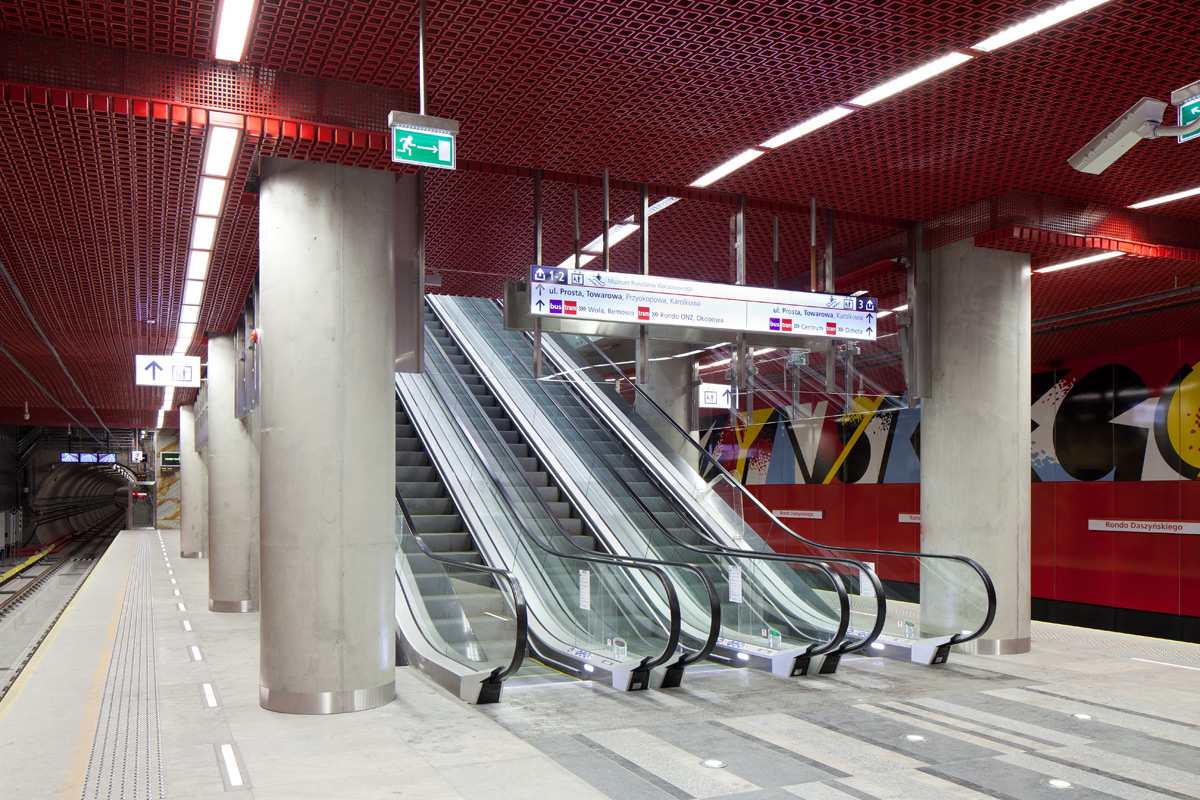
Ескалатори
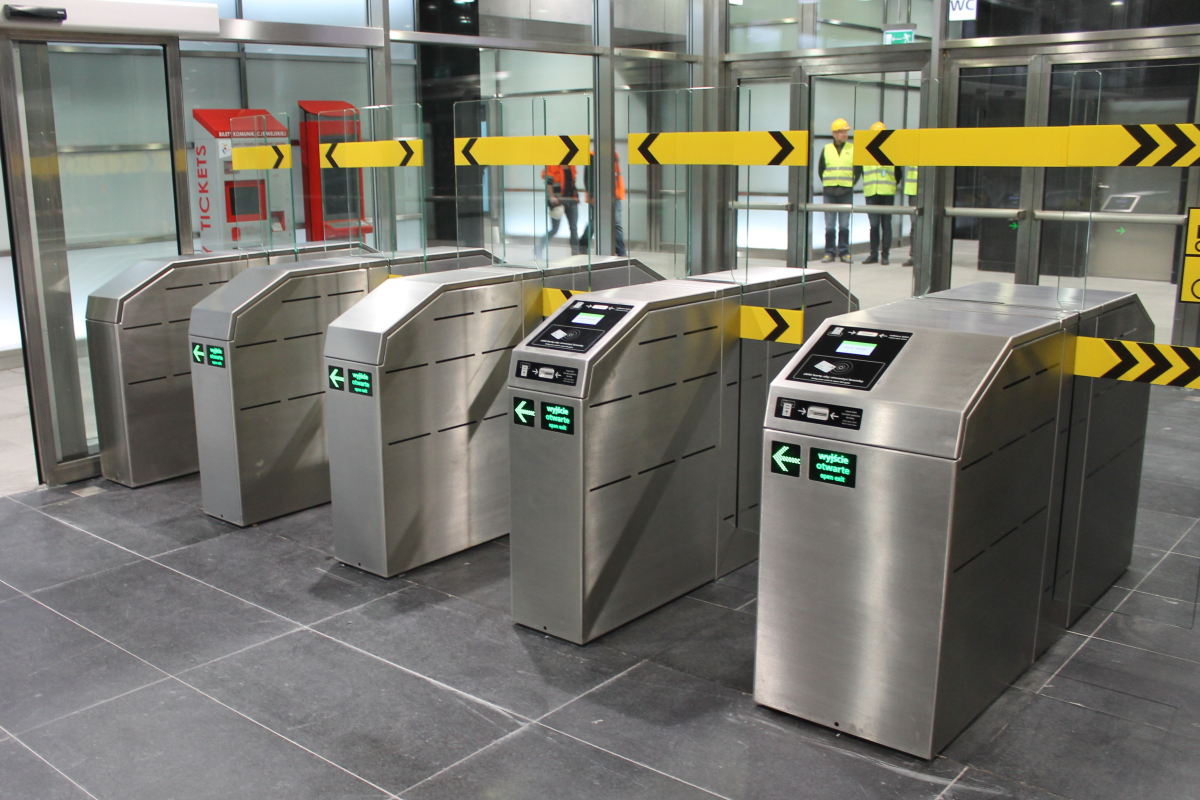
Турнікети
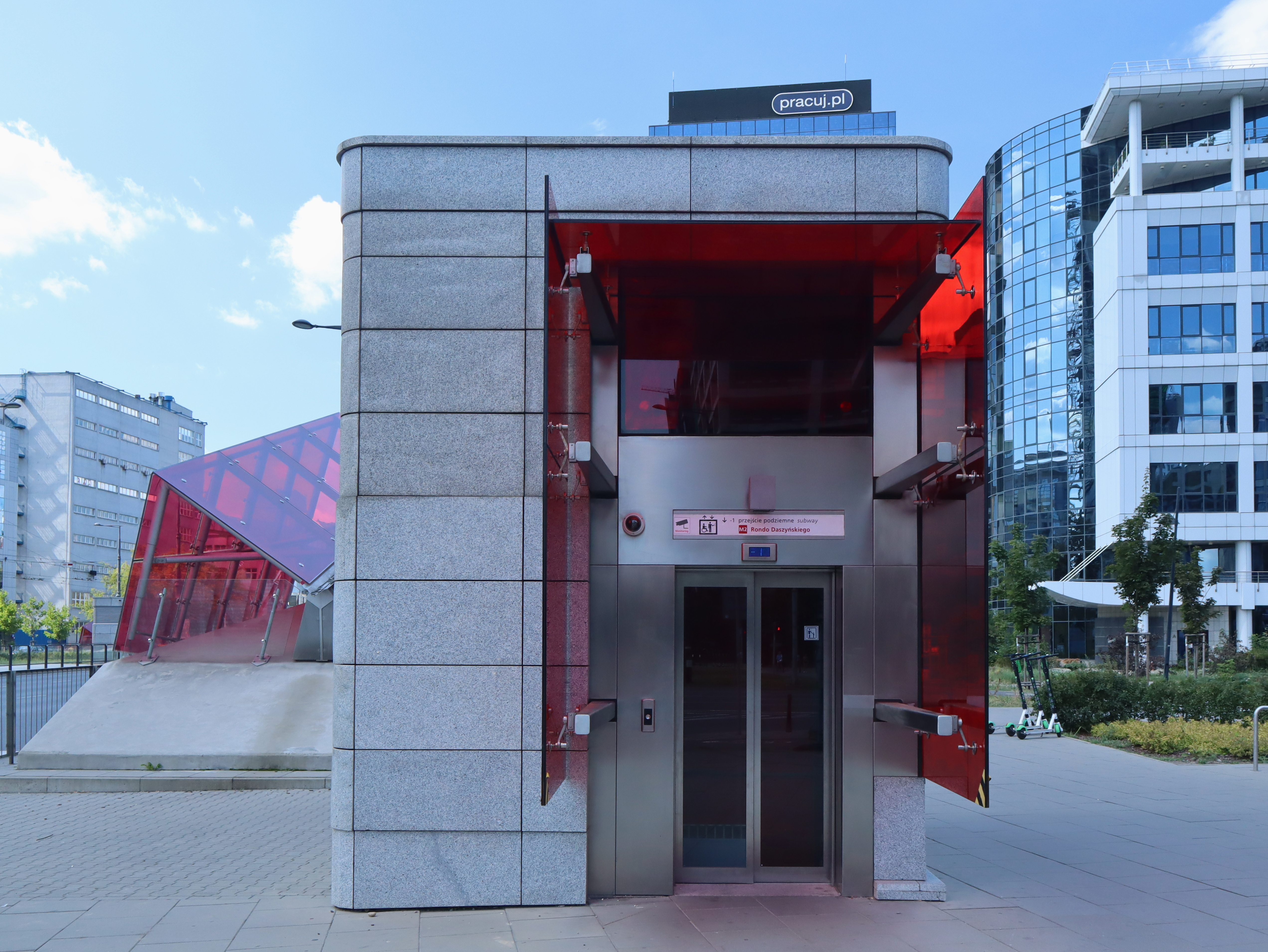
Ліфт
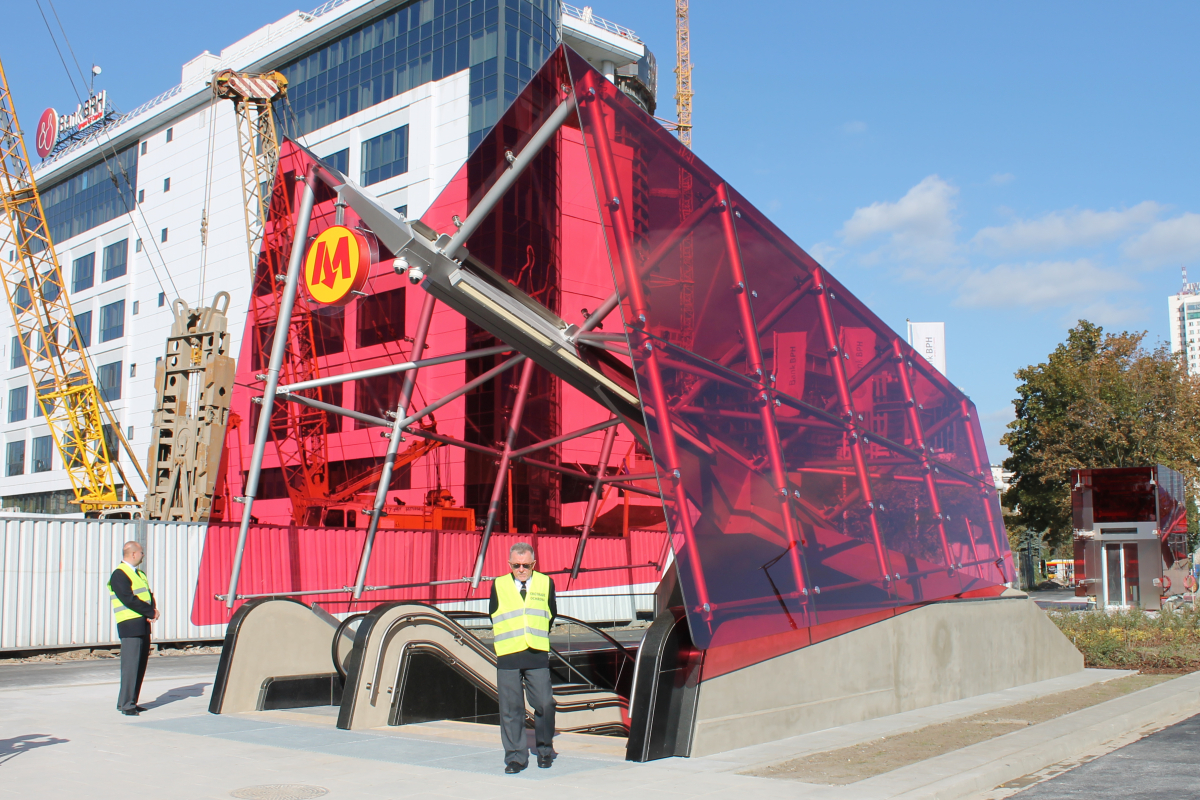
Вхід